# Doggystyle
"Doggystyle" é o álbum de estreia do rapper estadunidense Snoop Dogg, quando ainda usava a alcunha de Snoop Doggy Dogg, lançada pela editora discográfica Death Row Records e distribuído pela Interscope Records em 23 de novembro de 1993. O disco foi gravado logo apos o lançamento do álbum de estreia de Dr. Dre, The Chronic, no qual Snoop Dogg contribuiu significativamente. Os críticos elogiaram o artista pelo seu "realismo lírico" e seu fluxo vocal distinto.
Apesar de inicialmente ter recebido algumas críticas mistas após seu lançamento, Doggystyle é considerado um dos álbuns mais importantes da musica na década de 1990, bem como um dos álbuns de Hip Hop mais importantes já lançado. Com estilo muito parecido com o álbum de estreia de Dre, fez com que Doggystyle fosse um dos impulsionadores do G-funk no Mainstream americano, e tornou o West Coast hip hop uma força dominante nas rádios no início dos anos 90. Em maio de 1994 a Recording Industry Association of America certificou o álbum como quadrupla platina, sendo o álbum de Snoop mais vendido no país.
Doggystyle foi um sucesso absoluto em sua semana de estreia, vendendo incríveis 802,858, alcançando o recorde de vendas para um artista estreante, e também o álbum de Hip Hop com maior vendagem na primeira semana, perdendo o posto sete anos depois para The Marshall Mathers LP, do rapper Eminem. Além dos recordes de vendas o disco estreou na primeira posição na Billboard 200, na qual permaneceu na liderança por três semanas não consecutivas, e por cinco semanas na Billboard R&B/Hip-Hop Albums. Doggystyle foi incluído na lista da revista The Source como um dos 100 Melhores Álbuns Rap, bem como na lista da Rolling Stone dos Álbuns Essenciais da década de 1990. O site About.com incluiu o disco na decima nona posição na lista dos melhores álbuns de hip hop/rap de todos os tempos.

## Antecedentes
Snoop Dogg chamou a atenção da indústria da música em 1992, por meio de suas contribuições vocais no álbum The Chronic de Dr. Dre. Esse álbum é considerado ter "transformado o som da West Coast hip hop" pelo seu desenvolvimento do que mais tarde se tornou conhecido como o som "G-funk". "The Chronic" expandiu o Gangsta rap com palavrões, letras anti-autoritários e a uso amostras tiradas de singles de Funk dos anos 1970's. Snoop Dogg contribuiu com vocais para single solo, "Deep Cover" de Dre, o que levou a um alto grau de expectativa no mundo do hip hop para o lançamento de seu próprio álbum solo.
Doggystyle e The Chronic estão associados uns com os outros principalmente porque cada um destaque especial Snoop Dogg e porque ambos contêm produção estilo G-funk de Dr. Dre. Os dois lançamentos são ligados pelo elevado número de contribuições vocais de artistas da Death Row Records , incluindo Tha Dogg Pound, RBX, The Lady of Rage, enquanto ambos contêm uma elevada densidade de letras misóginas e palavrões em seus versos. Além disso, os dois álbuns são vistos pelos críticos como início de "clássicos G-funk". "Doggystyle" também marcou a estreia de Nanci Fletcher, filha de lenda do jazz Sam Fletcher.
O Gangsta rap foi muito criticado por suas letras extremas, que são frequentemente acusadas de glamorizar a violência das gangues, e os crimes de negros contra negros. Os rapper's Gangsta responderam que eles estavam simplesmente descrevendo as realidades da vida em lugares como Compton, South Central, e Long Beach. 
Descrevendo Doggystyle em 1993, Snoop Dogg, da mesma forma aponta para o realismo do álbum, e na medida em ao qual está baseado em sua experiência pessoal. Ele disse: "Eu não posso fazer rap sobre algo que eu não sei. Você nunca vai me ouvir cantando rap de grau de bacharel. É só o que eu sei e é isso que a vida nas ruas. É toda a vida cotidiana, a realidade." Explicando suas intenções, Snoop Dogg afirma que ele sente que ele é um modelo para muitos jovens negros, e que suas canções são projetados para se relacionar com as suas preocupações. "Para as crianças pequenas crescendo nos guetos", disse ele, "é fácil entrar os tipos errados de coisas, especialmente gangues e venda de drogas. Eu vi como foi aquilo, e eu não estou glorificando, mas...Eu não prego, eu mostro para eles em vez de mandá-los irem descobrir sozinhos". Ele explicou ainda o "sonho" que ele iria prosseguir depois de fazer o álbum: "Eu vou tentar parar a violência das gangues. Eu vou estar em uma missão de paz. Eu sei que eu tenho muito poder. Eu sei que se eu digo: 'Não matarás', os manos não vão matar".

## Gravação
Doggystyle foi gravado no início de 1993 nos estúdios da Death Row Records. Foi produzido em um estilo similar ao The Chronic, alguns críticos chamaram de uma "cópia" por essa similaridade com o álbum de Dre. 
Snoop Doggy Dogg colaborou com dois grupos no disco, 213 e Tha Dogg Pound. Daz Dillinger, do último grupo, acusa Dr. Dre de tomar reconhecimento individual para as músicas, e alegou que ele e Warren G que fizeram a maioria das faixas. O co-fundador da Death Row Records Suge Knight declarou em 2013 que, "Daz praticamente fez todo o álbum", e que o crédito foi assinado por Dr. Dre. Já Snoop disse que Dre foi capaz de fazer as batidas, sem a ajuda de colaboradores e abordou as questões com Warren G e Daz, afirmando que "Eles fizeram as batidas, Dre as produziu". Ele discutiu a faixa "Ain't No Fun", mencionando que Daz e Warren G levaram a batida para Dre, mas "Dre teve que levá-la para o próximo nível!".
Durante a gravação de Doggystyle em agosto de 1993, Snoop Dogg foi preso pela acusação de assassinato de Phillip Woldermarian, um membro de uma gangue rival, que foi baleado e morto em uma briga de gangues. De acordo com as acusações, o guarda-costas do rapper, McKinley Lee, baleou Woldermarian quando Snoop Dogg dirigia o veículo, o rapper alegou "auto defesa", dizendo que a vítima estava perseguindo-o. 
Ele passou a maior parte do ano de 1995 se preparando para o julgamento no final daquele ano. Ele foi inocentado de todas as acusações em fevereiro de 1996, quando começou a trabalhar em seu segundo álbum, Tha Doggfather.

## Significado do título
O título do álbum faz alusão à posição sexual "Doggy style" e é uma referência ao nome do músico. 
A obra de arte, que foi feito pelo artista Joe Cool, representa os temas abordados no álbum e no estilo de implementação dessas ideias. 
Alguns críticos acreditam que a obra de arte retrata uma mulher apenas como um objeto sexual para o homem, que eles acreditam que adere aos temas líricos narcisistas e sexistas que Snoop Dogg cobre no disco. Nesta interpretação, a arte da capa e as letras transmitem o que eles se referem como "auto indulgente" e "gangsta", um estilo de vida que engloba drogas, ostentação, sexo e dinheiro. 
A obra de arte utiliza várias citações do  single "Atomic Dog" de George Clinton. As citações vêm dos cães na parte superior da parede de tijolo na capa do álbum, que dizem: "Why must I feel like dat?", "Why must I chase da cat?" e "Nuttin' but da dogg in me"

## Recepção

### Crítica profissional
| Críticas profissionais | Críticas profissionais |
| Avaliações da crítica  | Avaliações da crítica  |
| Fonte                  | Avaliação              |
| ---------------------- | ---------------------- |
| AllMusic               | [ 1 ]                  |
| Robert Christgau       | [ 6 ]                  |
| Entertainment Weekly   | B−                     |
| Melody Maker           | favorável              |
| NME                    | favorável              |
| Rolling Stone          | (1994)                 |
| Rolling Stone          | (2004)                 |
| The Source             | (1994)                 |
| The Source             | (2002)                 |
| Yahoo! Music           | favorável              |
| Q                      | 3 de 5 estrelas.       |

"Doggystyle" foi largamente elogiado pela crítica. O álbum recebeu cinco estrelas em cinco possíveis do portal musical AllMusic, considerando o álbum o melhor no estilo G-funk lançado nos anos 90.
Já a revista Rolling Stone na crítica original em 1994 deu a o álbum quatro estrelas em cinco possíveis, mais tarde em 2004 a revista deu a o disco pontuação máxima o considerando um clássico do hip hop. Fato semelhante acorreu com a analise da revista The Source.
O ponto da critica é que "Doggystyle" foi um álbum completo, tendo canções de grande qualidade lírica e algumas canções mais populares que os próprios singles.A revista NME colocou o disco como "álbum de referência para o hip-hop".

### Performance comercial
A partir de 2013 o álbum já vendeu 5,5 milhões de cópias nos Estados Unidos. Ele foi certificado quatro vezes platina pela Recording Industry Association of America em 31 de maio de 1994. Sendo o mais bem sucedido álbum de Snoop Dogg até a data. seus álbuns seguintes foram certificados no maximo platina duplo. Doggystyle apareceu pela primeira vez nas paradas de música em 1993 no topo da Billboard 200 e Top R&B/Hip-Hop Albums. Re-alcançou a posição o número um na Billboard 200 em janeiro de 1994, quando ele já foi certificado três vezes platina pela RIAA. A gravação foi suavemente bem sucedido na Europa, alcançando as paradas de álnuns na Suécia, Alemanha, Áustria e Nova Zelândia. No final de 1994, o álbum foi terceiro colocado no gráfico anual da Billboard, e foi o lider no gráfico anual da Top R&B/Hip-Hop Albums. o álbum reentrou nas paradas em 2003, na parada de álbuns da Irlanda. Atualmente estimasse que o álbum tem mais de 6,1 milhões de copias vendidas no país de origem.

## Faixas
- Todas as faixas foram produzidas por Dr. Dre.

| N.º            | Título                                                                            | Compositor(es)                                                                  | Duração |  |
| 1.             | "Bathtub (Skit)" (com Warren G)                                                   | Calvin Broadus, Jr.                                                             | 1:50    |  |
| 2.             | "G Funk Intro" (com The Lady of Rage, Dr. Dre, George Clinton)                    | Calvin Broadus, Jr., Robin Allen                                                | 2:24    |  |
| 3.             | "Gin and Juice"                                                                   | Calvin Broadus, Jr., Andre Young, Harry Wayne Casey, Richard Finch              | 3:31    |  |
| 4.             | "W Balls (Interlude)" (com Queen of Funk, Ricky Harris)                           | Calvin Broadus, Jr.                                                             | 0:36    |  |
| 5.             | "Tha Shiznit"                                                                     | Calvin Broadus, Jr., Andre Young                                                | 4:03    |  |
| 6.             | "House Party (Interlude)" (com Daz Dillinger, Dr. Dre)                            | Calvin Broadus, Jr.                                                             | 0:37    |  |
| 7.             | "Lodi Dodi" (com Nancy Fletcher)                                                  | Calvin Broadus, Jr., Douglas Davis, Hachidai Nakamura, Rokusuke Ei              | 4:24    |  |
| 8.             | "Murder Was the Case" (com Daz Dillinger)                                         | Calvin Broadus, Jr., Andre Young, Delmar Arnaud                                 | 3:38    |  |
| 9.             | "Serial Killa" (com Tha Dogg Pound, RBX, Tracy Curry)                             | Calvin Broadus, Jr., Andre Young, Delmar Arnaud, Bootsy Collins                 | 3:35    |  |
| 10.            | "Who Am I (What's My Name?)"                                                      | Calvin Broadus, Jr., Andre Young, George Clinton, Garry Shider, David Spradley  | 4:06    |  |
| 11.            | "For All My Niggaz & Bitches" (com Tha Dogg Pound, The Lady of Rage, Lil' ½ Dead) | Calvin Broadus, Jr., Delmar Arnaud, Ricardo Brown, Robin Allen                  | 4:42    |  |
| 12.            | "Ain't No Fun (If the Homies Can't Have None)" (com Warren G, Nate Dogg, Kurupt)  | Calvin Broadus, Jr., Andre Young, Ricardo Brown, Nathaniel Hale, Warren Griffin | 4:07    |  |
| 13.            | "Chronic Break (Interlude)"                                                       | Calvin Broadus, Jr.                                                             | 0:33    |  |
| 14.            | "Doggy Dogg World" (com Tha Dogg Pound, The Dramatics)                            | Calvin Broadus, Jr., Delmar Arnaud, Ricardo Brown, Richard "Dimples" Fields     | 5:05    |  |
| 15.            | "Betta Ask Somebody (Interlude)"                                                  | Calvin Broadus, Jr.                                                             | 0:43    |  |
| 16.            | "Gz and Hustlas" (com Nancy Fletcher)                                             | Calvin Broadus, Jr., Delmar Arnaud, Don Blackman                                | 3:51    |  |
| 17.            | "U Betta Recognize (Interlude)" (com Sam Sneed)                                   | Calvin Broadus, Jr., Andre Young                                                | 0:56    |  |
| 18.            | "Gz Up, Hoes Down" (com Nate Dogg)                                                | Calvin Broadus, Jr., Andre Young, Delmar Arnaud                                 | 2:22    |  |
| 19.            | "Pump Pump" (com Mr. Malik)                                                       | Calvin Broadus, Jr., Andre Young, Jamal Phillips, Malik Edwards                 | 3:42    |  |
| Duração total: | Duração total:                                                                    | Duração total:                                                                  | 53:24   |  |

### Faixas cortadas
- "Gz Up, Hoez Down" (com Hug) - foi cortada das versões originais devido ao erro na impressão do disco físico.
- "Tha Next Episode" (com Dr. Dre) - listada na pista antes do lançamento do álbum, mas não é uma característica de todas as prensagens do álbum. O instrumental foi usado mais tarde para a faixa de Warren G "Runnin' Wit No Breaks" para o álbum Regulate...G Funk Era. Dr. Dre mais tarde gravou uma faixa intitulada "The Next Episode" para o seu segundo álbum de estúdio 2001, faixa qual é completamente diferente da original.
- "Doggystyle" (com Jewell & George Clinton) - Gravado durante as sessões do álbum, permanecendo inédito até a sua inclusão na coletânea Death Row: The Lost Sessions Vol. 1.
- "The Root of All Evil (Outro)" (com Teena Marie) - Gravada durante as sessões do álbum, permanecendo inédito até a sua inclusão na coletânea Death Row: The Lost Sessions Vol. 1. O instrumental foi usado mais tarde para o remix de "California Love", de 2Pac e Dr. Dre.
- "Every Single Day" (com Kurupt e Nate Dogg) - Gravada durante as sessões do álbum, permanecendo inédito até uma versão alternativa foi lançado na coletânea 2002, do grupo Tha Dogg Pound.

## Desempenho nas paradas
| Paradas (1993 - 94)                     | Melhor posição |
| --------------------------------------- | -------------- |
| Alemanha (Offizielle Deutsche Charts)   | 21             |
| Austrália (ARIA)                        | 24             |
| Áustria (Ö3 Austria Top 40)             | 35             |
| Canadá (RPM)                            | 10             |
| Estados Unidos (Billboard 200)          | 1              |
| Estados Unidos (Top R&B/Hip Hop Albums) | 1              |
| Nova Zelândia (RMNZ)                    | 25             |
| Países Baixos (Dutch Charts)            | 34             |
| Reino Unido (UK Albums Chart)           | 38             |
| Suécia (Sverigetopplistan)              | 18             |
| Suíça (Schweizer Hitparade)             | 24             |
| Paradas (2003)                          | Melhor posição |
| Irlanda (IRMA)                          | 70             |
| Paradas (2012)                          | Melhor posição |
| Estados Unidos (Top Catalog Albums)     | 7              |

| Paradas (1994)                                    | Melhor posição |
| ------------------------------------------------- | -------------- |
| Estados Unidos (Billboard 200)                    | 3              |
| Estados Unidos (Billboard Top R&B/Hip Hop Albums) | 1              |

| Paradas (1990-99)              | Melhor posição |
| ------------------------------ | -------------- |
| Estados Unidos (Billboard 200) | 64             |

| Gráficos de sucessão                          | Gráficos de sucessão                                                                                     | Gráficos de sucessão                          |
| --------------------------------------------- | --- | --------------------------------------------- |
| Precedido por "Vs." por Pearl Jam             | Álbuns numero um na Billboard 200 em 1993. 11 a 24 de dezembro de 1993 (duas semanas)                    | Sucedido por "Music Box" por Mariah Carey     |
| Precedido por "Shock Of The Hour" por MC Ren  | Álbuns numero um na Billboard Top R&B/Hip Hop Albums em 1993. 11 a 24 de dezembro de 1993 (duas semanas) | Sucedido por "Lethal Injection" por Ice Cube  |
| Precedido por "Music Box" por Mariah Carey    | Álbuns numero um na Billboard 200 em 1994. 15 a 21 de janeiro de 1994 (uma semana)                       | Sucedido por "Music Box" por Mariah Carey     |
| Precedido por "Lethal Injection" por Ice Cube | Álbuns numero um na Billboard Top R&B/Hip Hop Albums em 1994. 1 a 21 de janeiro de 1994 (três semanas)   | Sucedido por "Diary Of A Mad Band" por Jodeci |

## Gráficos de canções
| Ano                                                                          | Música                | Posição nas paradas | Posição nas paradas | Posição nas paradas | Posição nas paradas | Posição nas paradas | Posição nas paradas | Posição nas paradas | Posição nas paradas |
| Ano                                                                          | Música                | EUA                 | EUA R&B             | EUA Rap             | EUA Rhythmic        | EUA Dance           | AUS                 | NZL                 | Reino Unido         |
| 1993                                                                         | "What's My Name?"     | 8                   | 8                   | 1                   | 12                  | 43                  | 13                  | 4                   | 20                  |
| 1994                                                                         | "Gin and Juice"       | 8                   | 13                  | 1                   | 5                   | 1                   | 49                  | 11                  | 39                  |
| 1994                                                                         | "Doggy Dogg World"    | 46[A]               | 25                  | 4                   | 19                  | —                   | —                   | —                   | 32                  |
| 1994                                                                         | "Murder Was the Case" | 67[B]               | —                   | —                   | 36                  | —                   | —                   | —                   | —                   |
| 1994                                                                         | "Lodi Dodi"           | 63[C]               | —                   | —                   | 34                  | —                   | —                   | —                   | —                   |
| "—" Denota singles que não entraram na parada ou não foram lançados no país. |                       |                     |                     |                     |                     |                     |                     |                     |                     |

## Vendas e certificações
| Estados Unidos (RIAA) | 4× Platina | 6,137,000º |
| Canadá (Music Canada) | Platina    | 80,000*    |
| França (SNEP) | Ouro       | 75,000*    |
| Reino Unido (BPI) | Platina    | 600,000*   |
| Vendas totais |            |            |
| Mundo |            | 8,000,000  |
| *número de vendas baseado na certificação ^ figuras embarques com base apenas na certificação ºnúmeros especificados independente da certificação |            |            |

| "What's My Name?"     |              |
| País                  | Certificação |
| Estados Unidos (RIAA) | Ouro         |
| "Gin and Juice"       |              |
| País                  | Certificação |
| Estados Unidos (RIAA) | Ouro         |

## Aclamações
| Publicação                 | País           | Aclamação                                               | Ano  | Posição |
| -------------------------- | -------------- | ------------------------------------------------------- | ---- | ------- |
| The Source                 | Estados Unidos | The 100 Best Rap Albums                                 | 1998 | *       |
| Ego Trip                   | Estados Unidos | Hip Hop's 25 Greatest Albums by Year 1980-98            | 1999 | 3       |
| Pause & Play               | Estados Unidos | The 90s Top 100 Essential Albums                        | 1999 | 11      |
| Rolling Stone              | Estados Unidos | The Essential Recordings of the 90s                     | 1999 | *       |
| Blender                    | Estados Unidos | 500 CDs You Must Own Before You Die                     | 2003 | *       |
| Stylus                     | Estados Unidos | Top 200 Albums of All time                              | 2004 | 115     |
| Rolling Stone (Chris Rock) | Estados Unidos | Top 25 Hip Hop Albums Ever                              | 2005 | 2       |
| Robert Dimery              | Estados Unidos | 1001 Albums You Must Hear Before You Die                | 2005 | *       |
| About.com                  | Estados Unidos | 10 Essential Hip-Hop Albums                             | 2006 | 10      |
| The New Nation             | Reino Unido    | Top 100 Albums by Black Artists                         | -    | 30      |
| Pause & Play               | Estados Unidos | Albums Inducted into a Time Capsule, One Album per Week | -    | *       |

## Créditos
| - Snoop Dogg – Artista principal - Dr. Dre – Produtor, vocais - Daz Dillinger – Produtor (não creditado), vocais, artista convidado - Sam Sneed - Artista convidado - Ulrich Wild – Engenheiro - Tha Dogg Pound – Artista convidado - Warren G – Artista convidado - The D.O.C. – Artista convidado - The Lady of Rage – Artista convidado - RBX – Artista convidado - Kurupt – Artista convidado - Nate Dogg – Artista convidado | - The Dramatics – Artista convidado - Emanuel Dean – Produtor - Chris "The Glove" Taylor – Compositor, produtor (não creditado), mixagem - Suge Knight – Produtor executivo - Bernie Grundman – Masterização - Chi Modu – Fotografia - Nanci Fletcher – Artista convidado, vocais de apoio - Dan Winters – Fotografia - Kimberly Holt – Arte final - Kimberly Brown – Coordenador de projeto - Joe Cool – Arte da capa |